# Chell
Chell er protagonisten og den person man spiller som i computerspillet Portal og Portal 2, hvor hun deltager i Aperture Science Enrichment Centers test under overvågning af den kunstig intelligens GLaDOS.
| Spilfigurer | Spire Denne spilfigur-relaterede artikel er en spire som bør udbygges. Du er velkommen til at hjælpe Wikipedia ved at udvide den. |